# Громова Балка
Гро́мова Ба́лка — село Олександрівської селищної громади Краматорського району Донецької області, України. У селі мешкає 70 людей.